# هيلما سايتس
هيلما سايتس (بالألمانية: Helma Seitz)‏ هي ممثلة ألمانية، ولدت في 23 فبراير 1913 في أوفنباخ أم ماين في ألمانيا، وتوفيت في 11 يوليو 1995 في كولونيا في ألمانيا.

## وصلات خارجية
- هيلما سايتس على موقع IMDb (الإنجليزية)
- هيلما سايتس على موقع مونزينجر (الألمانية)
- هيلما سايتس على موقع ألو سيني (الفرنسية)
- هيلما سايتس على موقع قاعدة بيانات الأفلام السويدية (السويدية)
- هيلما سايتس على موقع قاعدة بيانات الفيلم (الإنجليزية)
- هيلما سايتس على موقع كينوبويسك (الروسية)